# Hispano HA-200
Hispano HA-200 Saeta je bilo dvomotorno reaktivno šolsko vojaško letalo, ki ga je v 1950ih zasnovali španski Hispano Aviación. HA-200 je bilo prvo špansko turboreaktivno letalo. Zasnoval ga nemški inženir Willy Messerschmitt. Kasneje so na njegovi podlagi razviliHispano Aviación Ha-220 "Super Saeta".

## Specifikacije (HA-200E)
- Posadka: 2
- Dolžina: 8,92 m (29 ft 3½ in)
- Razpon kril: 11,02 m (36 ft 2 in)
- Višina: 3,26 m (10 ft 8 in)
- Površina kril: 17,40 m2 (187,2 ft2)
- Prazna teža: 1990 kg (4378 lb)
- Gros teža: 3450 kg (7590 lb)
- Motor: 2 × Turboméca Marboré VI turboreaktivni, 4,8 kN (1058 lbf) potiska vsak

- Največja hitrost: 805 km/h (500 mph)
- Potovalna hitrost: 600 km/h (373 mph)
- Dolet: 1400 km (870 milj)
- Višina leta (servisna): 13000 m (42650 ft)
- Hitrost vzpenjanja: 17,0 m/s (3345 ft/min)